# Euproctis chrysorrhoea
Euproctis chrysorrhoea или жутотрба је врста ноћног лептира (мољца) из породице Erebidae.

## Распрострањење и станиште
Врста је нативна за Европу, западне земље Азије и север Африке. Унешена је на подручје Северне Америке крајем 19. века, и од тога има локална пренамножавања. Насељава мешовита станишта попут ливада са спорадичном жбунастом вегетацијом и субурбана подручја попут периферије градова.

## Биљка хранитељка
Пренамножавања указују да се врста добро адаптира, те се сматра полифагом. Храни се лишћем дрвенасте вегетације, попут биљака из родова Pyrus, Prunus, Quercus, Malus и слично.

## Опис

### Животни циклус
Жутотрба има једну генерације годишње, али већи део године проводи у стадијуму гусенице, која живи грегарно у комуналним мрежама.У летњим месецима, женке полажу велики број јаја која су колективно заштићена сетама са женкиног абдомена. Еклозија се догађа након пар недеља. У току пресвлачења, којих може бити до осам, гусенице добијају карактеристичну двоструку нарандџасту маркацију на месту медиодорзума, скупине светло смеђих сета које су концетрисане латерлано на папилозним основама. Субдорзално су маркиране широким белим пругама, а основна боја интегумента је плавичаста. Гусенице граде комуналне мреже пре зиме, у њој презимљавају, и по наставку храњења на пролеће могу напустити мрежу и потражити нову биљку хранитељку.

### Одрасле јединке
Адулти еклодирају у рано лето. Горња површина крила је бела, а распон је до 45 милиметара. Тело је изразито длакаво, а сете су јарко жуте до наранџасте боје.

### Иритативне сете
Жутотрбе су познати изазивачи еруцизама. Контакт са сетама доводи до локалне реакције на кожи, осипа, свраба и пецкања, било да је у питању контакт са гусеницом, јајима или пак заосталим сетама које човек може нехотице дотаћи приликом боравка у природи или обављању баштенских послова. Заостале сете на тлу, напуштеном гнезду или вегетацији су иритативне и више година након њиховог одбацивања.